# Büscherhöfchen (Immekeppel)
Büscherhöfchen, alternativ auch Büschelkieler Hof genannt und im 19. Jahrhundert auch als Busch oder Büscherhof  bezeichnet, ist ein Ortsteil von Immekeppel in der Stadt Overath im Rheinisch-Bergischen Kreis in Nordrhein-Westfalen, Deutschland.

## Lage und Beschreibung
Der landwirtschaftlich geprägte Weiler Büscherhöfchen liegt, umgeben von Feldern und Wald, oberhalb der Sülz  an der Grenze zu Bergisch Gladbach.  Er ist über die Landesstraße 284 zu erreichen, die hier Lindlarer Straße heißt (und unter anderem  Untereschbach mit Lindlar verbindet) – und über die Straße Am Büscher Kiel. Nahegelegene Wohnplätze sind Haus Thal, Hasenbüchel und Kiel.

## Geschichte
Die Topographia Ducatus Montani des Erich Philipp Ploennies, Blatt Amt Portz, belegt, dass der Wohnplatz bereits 1715 eine Hofstelle besaß, die als Bösch beschriftet ist. Carl Friedrich von Wiebeking benennt die Hofschaft auf seiner Charte des Herzogthums Berg 1789 als Busch. Aus ihr geht hervor, dass der Ort zu dieser Zeit Teil der Gemeinde Oberimmekeppel der Pfarre Gladbach im Obergericht Bensberg war.
Der Ort ist auf der Topographischen Aufnahme der Rheinlande von 1817 als Halfensbüch verzeichnet. Die Preußische Uraufnahme von 1845 zeigt den Wohnplatz unter dem Namen Büscherhof. Ab der Preußischen Neuaufnahme von 1892 ist der Ort auf Messtischblättern als Büscherhof verzeichnet, ab der Ausgabe 1909 als Büscherhöfchen.
1822 lebten zwölf Menschen im als Bauerngut kategorisierten Ort, der nach dem Zusammenbruch der napoleonischen Administration und deren Ablösung zur Bürgermeisterei Bensberg im Kreis Mülheim am Rhein gehörte. Für das Jahr 1830 werden für den als Bauerngut bezeichneten und Busch genannten Ort 15  Einwohner angegeben. Der 1845 laut der Uebersicht des Regierungs-Bezirks Cöln als Bauerngut kategorisierte und Büscherhof bezeichnete Ort besaß zu dieser Zeit ein Wohngebäude mit elf Einwohnern, alle katholischen Bekenntnisses. Die Gemeinde- und Gutbezirksstatistik der Rheinprovinz führt Büscherhof 1871 mit einem Wohnhaus und sieben Einwohnern auf. Im Gemeindelexikon für die Provinz Rheinland von 1888 werden für Büscherhof ein Wohnhaus mit vier Einwohnern angegeben. 1895 besitzt der Ort ein Wohnhaus mit sechs Einwohnern und gehörte konfessionell zum katholischen Kirchspiel Immekeppel, 1905 werden ein Wohnhaus und neun Einwohner angegeben.
Aufgrund § 10 des Köln-Gesetzes wurden 1975 mehrere Bensberger Außenorte in die Gemeinde Overath umgemeindet, darunter auch der Bereich um Immekeppel mit Büscherhöfchen.